# نيكادور كارفاليو
نيكادور كارفاليو (Nicanor de Carvalho Júnior) (مواليد 9 فبراير 1947) هو مدرب كرة قدم.

## وصلات خارجية
- J.League Data Site (باليابانية)